# Erythrosuchus
Erythrosuchus (en griego, "cocodrilo rojo") es un género extinto de reptil arcosauriforme del Triásico, que habitó en Sudáfrica y Namibia. Sus restos han sido hallados en la zona faunística de Cynognathus del Grupo Beaufort en el Karoo de Sudáfrica y en la Formación Omingonde en Namibia.
En el Triásico Superior, el nicho ecológico dejado por Erythrosuchus fue llenado por criaturas como Saurosuchus y Postosuchus.

## Descripción

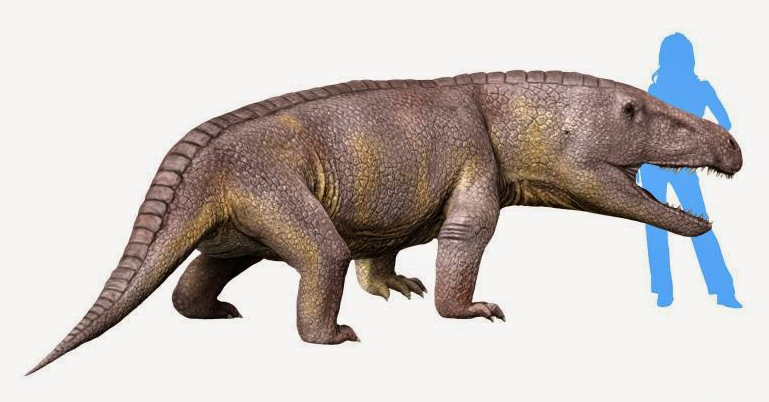
Recreación artística.

Erythrosuchus fue el mayor depredador de su época, rondando los cinco metros de longitud. Caminaba en cuatro patas y sus extremidades se posicionaban semiverticalmente bajo su cuerpo, a diferencia de la postura extendida propia de otros reptiles más primitivos. Su cabeza era grande y recordaba a la de los dinosaurios terópodos, alcanzando hasta un metro de largo y estaba dotada con dientes cónicos y agudos.
Erythrosuchus fue el mayor de los eritrosúquidos, pero aparte de su tamaño, era similar en apariencia a los géneros relacionados. Su cabeza enorme se unía a un cuello comparativamente corto. Uno de los rasgos distintivos de Erythrosuchus aparte de su tamaño es lo liso del borde de su escamosal, un hueso de la parte posterior del cráneo. En otros eritrosúquidos, el margen de este hueso se proyecta hacia atrás del cráneo, dándole un aspecto que recuerda a un gancho. En Erythrosuchus, este margen es convexo y carece del "gancho".

## Descubrimiento

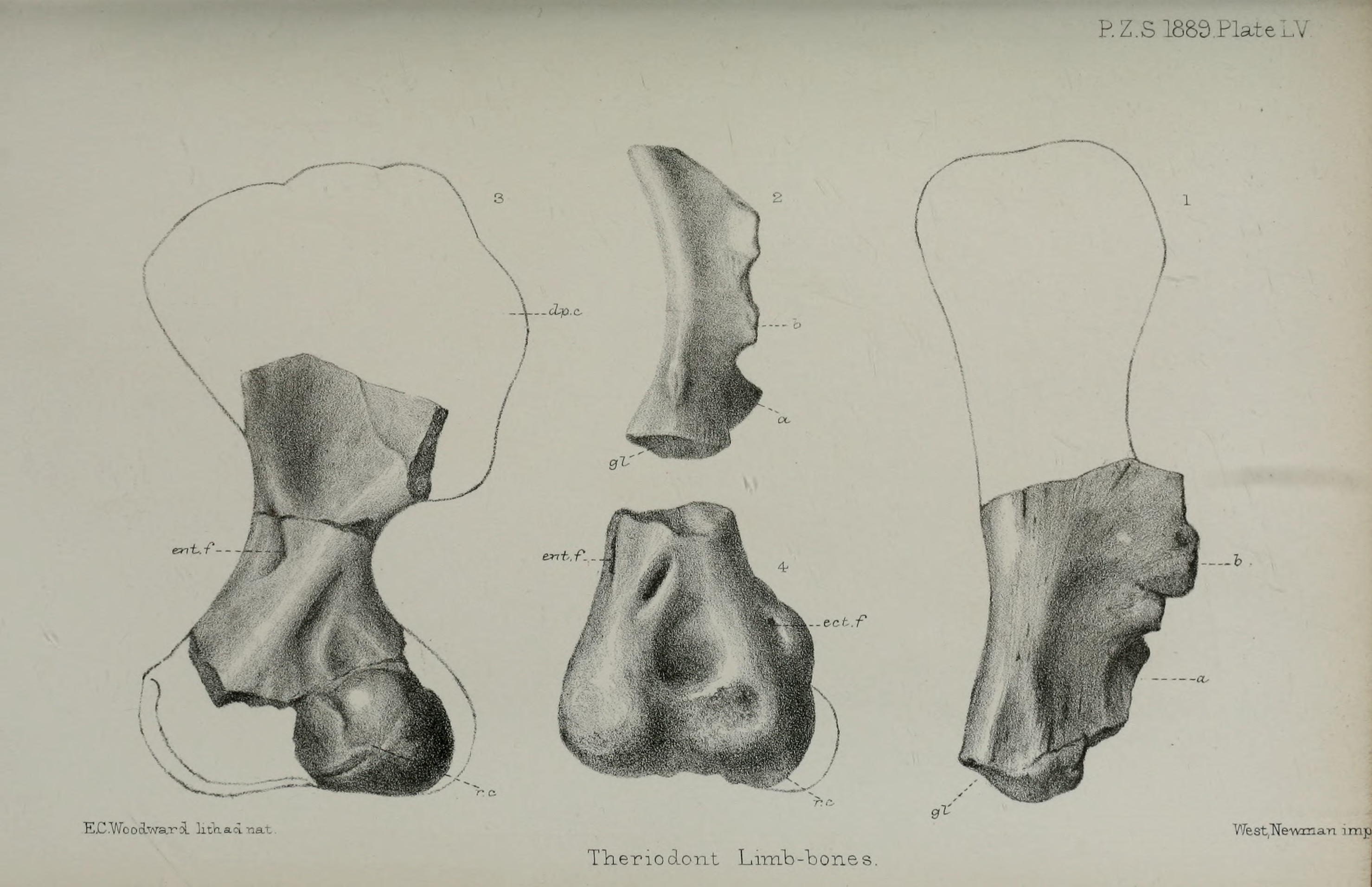
Fósiles, 1 y 3

Erythrosuchus es conocido a partir de muchos especímenes, que en su mayor parte son fragmentarios. El ejemplar holotipo, descrito por Robert Broom en 1905 y conocido como SAM 905, está mal preservado. En este espécimen solo hay algunas piezas pequeñas de las extremidades, las cinturas escapular y pélvica, el cráneo, y unas pocas vértebras. Una extensa descripción del géenro fue elaborada por el paleontólogo alemán Friedrich von Huene en 1911. El material fósil que sirvió como base de la descripción está alojado ahora en el Museo de Historia Natural en Londres, Inglaterra. Como el holotipo, es muy fragmentario, e incluso algunos de los fósiles le pertenecen al mismo individuo de SAM 905. Un espécimen, conocido como BMNH R 3592, está relativamente más completo, con la mayor parte del esqueleto postcraneal intacto.
Las primeras recreaciones del cráneo de Erythrosuchus lo representaban muy alto, similar en apariencia al de Tyrannosaurus. Sin embargo, un cráneo más completo descrito en 1963 reveló que su forma verdadera era más aplanada de lo que se pensaba anteriormente. Este cráneo, conocido como BPI 5207 y actualmente parte de la colección del Bernard Price Institute for Palaeontological Research de Sudáfrica, teníaun hocico algo aguzado. Las recreaciones anteriores pueden haber mostrado un hocico más alto porque en su momento no se sabía bein como se articulaban entre sí los huesos craneales.

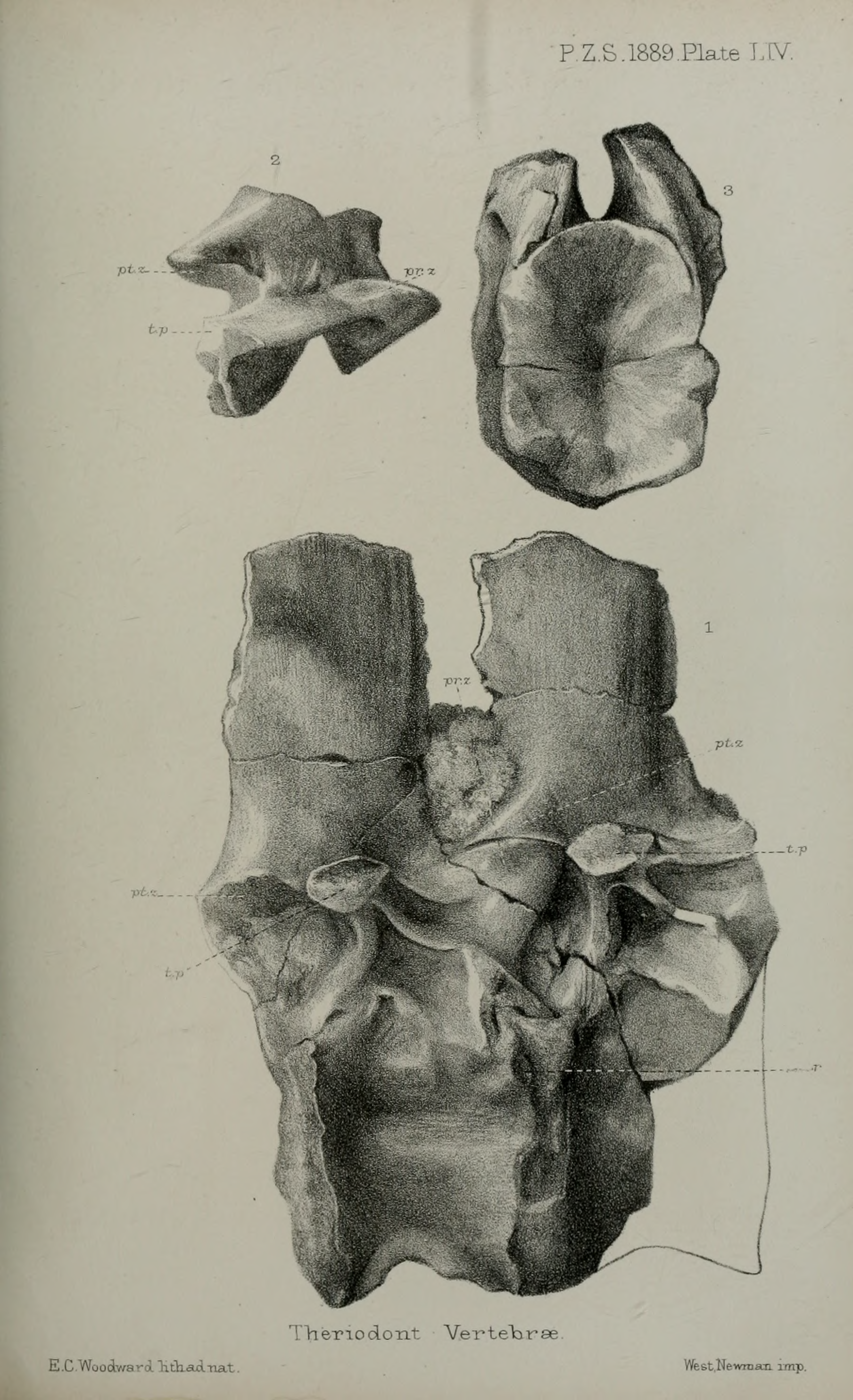
Partes de vértebras.

El neurocráneo también ha sido estudiado, y posee rasgos compartidos con otros arcosauriformes primitivos. Muchas de estas características son consideradas como plesiomórficas o ancestrales en los arcosaurios. Aunque Erythrosuchus no es considerado como un arcosaurio, se piensa que está cercanamente relacionado con el último ancestro común de todos los arcosaurios.
Se piensa que el hipotético último ancestro común de los arcosaurios compartía varias características con Erythrosuchus, muchas de las cuales se hallan en el neurocráneo. Por ejemplo, la parte interna de la cápsula ótica (la estructura esquelética que rodea el oído interno) no está osificada enteramente, es decir formada por completo de hueso. Tampoco lo está el canal del ducto perilinfático, el cual es un tubo que conduce a la lagena. La lagena es la parte del oído interno responsable de la audición, y es conocida como la cóclea en los mamíferos (aunque en estos se enrosca en lugar de ser recta). Erythrosuchus tenía una lagena corta, que es lo que se esperaría del último ancestro común de los arcosaurios.
Algunos rasgos del tobillo de Erythrosuchus sugieren que estaba empezando a adaptarse a la postura digitígrada, es decir caminar sobre sus dedos en lugar de apoyar la planta entera del pie en el suelo. El tobillo se parece al de Euparkeria; los tobillos de ambos animales son más avanzados que los de otros arcosauriformes conocidos.